# Laurin & Klement ENS
Der Laurin & Klement ENS mit der Bezeichnung 45/50 HP war der vergrößerte Nachfolger des Typs EN. Der PKW kam 1910 heraus, und zwar, wie sein Vorgänger, als Doppelphaeton (offener 4-Sitzer), Landaulet oder Pullman-Limousine.
Der wassergekühlte, seitengesteuerte Vierzylinder-Viertakt-Motor mit T-Kopf hatte einen Hubraum von 7364 cm³ und eine Leistung von 65 PS (48 kW). Er beschleunigte das 1450–1550 kg schwere Fahrzeug bis auf 95 km/h. Über das separate Getriebe und eine Kardanwelle wurde die Antriebskraft an die Hinterräder weitergeleitet. Der Rahmen des Wagens bestand aus genieteten Stahl-U-Profilen. 

## Quelle
- Fahrzeughistorie von Skoda.de
- Legenden von Skoda.de